# Dias Medievais de Castro Marim
Os Dias Medievais em Castro Marim constituem um festival de recriação medieval realizado em Castro Marim, Portugal. O festival é realizado todos os anos em final de agosto, sendo um dos maiores no país na sua categoria.

## O Festival

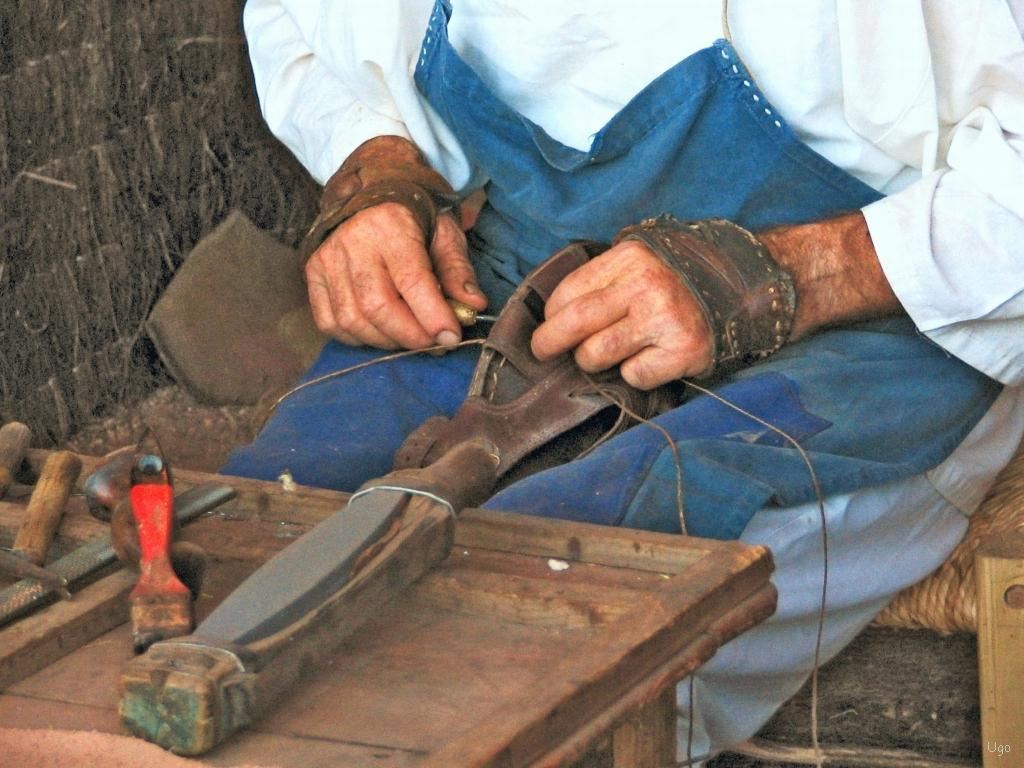
Artesanato nos Dias Medievais de Castro Marim

Os Dias Medievais em Castro Marim acontecem anualmente, na última semana do mês de agosto, na vila de Castro Marim, Algarve. Trata-se de uma festa popular que tem como principal cenário o Castelo da Vila, mas também ruas e praças do pequeno concelho português.
A história deste concelho, um dos mais antigos do Algarve, perde-se nas brumas do tempo e remonta à época em que os romanos, celtas e árabes a ocuparam, tendo construído fortalezas e castelos para defender a terra. O castelo de Castro Marim, guardião da paisagem, foi cenário de atos heróicos e trágicos. Erguido pela vontade de um rei, as suas pedras mudas resistiram ao olhar do tempo e as paredes silenciosas ainda guardam o eco de batalhas sangrentas. .
Centenas de figurantes e artistas compõem um quadro vivo feito de bobos, malabaristas, equilibristas, cuspidores de fogo, encantadores de serpentes, contadores de histórias ou contorcionistas. Há música medieval recriada pelos trovadores, jograis e menestreis. A animação engloba mais música, teatro, pantomima, sendo o elenco composto por grupos de artistas de vários pontos da Europa, Marrocos e Egito. .
O visitante pode encontrar diversos tipos de objetos, bijutarias, vestimentas em exposição por comerciantes locais. A gastronomia apresenta grande variedade, em especial pratos derivados de alfarroba, tipicamente da região.

## Galeria

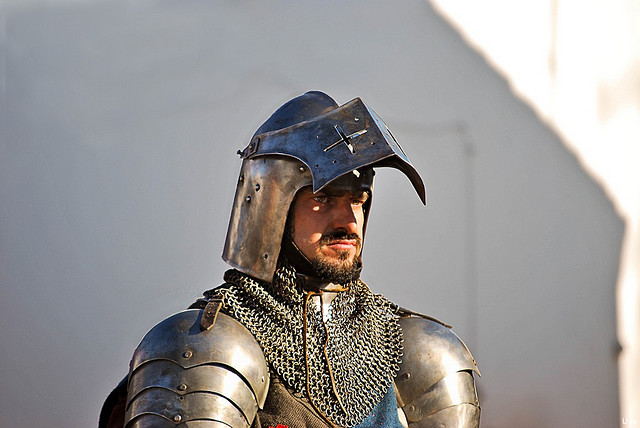
Cavaleiro medieval em Castro Marim
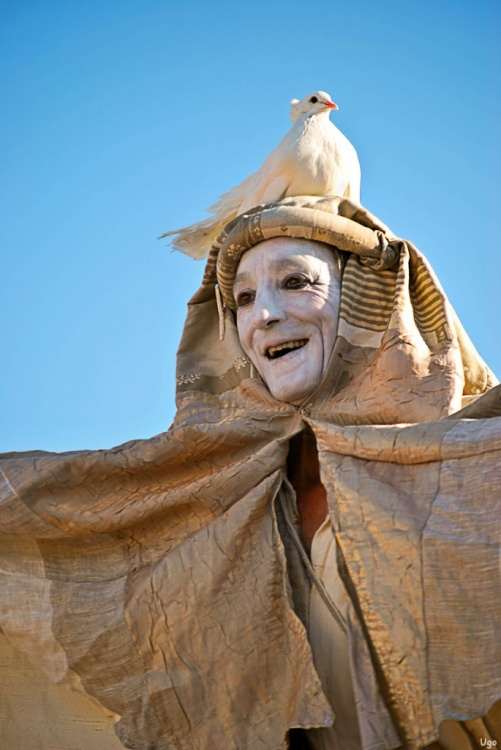
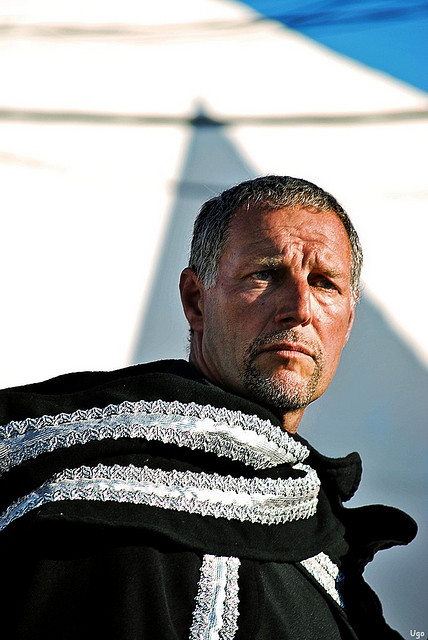